# E-Appointment
E-Appointment bezeichnet die Online-Terminbuchung über das Internet. Durch E-Appointment kann ein Kunde rund um die Uhr einen Termin bei einem Dienstleister buchen.
Der klassische Weg der Terminvereinbarung durch Kundenanruf bei dem Dienstleister wird durch E-Appointment zu einer Selbstbedienungsleistung für den Kunden. Eine Selbstbedienungsleistung bietet immer zwei Kernvorteile:
1. Verfügbarkeit: Die Selbstbedienungsleistung ist nicht mehr von der Verfügbarkeit des Dienstleisters abhängig.
2. Kosteneinsparung: Die Selbstbedienungsleistung bindet kein Personal bei dem Dienstleister.

Die Terminvereinbarung wird durch E-Appointment unabhängig von den Öffnungszeiten und der Erreichbarkeit des Dienstleisters und mit E-Appointment benötigt ein Dienstleister kein Personal für die Terminvergabe.
Eine E-Appointment-Applikation, die für die Online-Terminvereinbarung zum Einsatz kommt, kann über Terminvergaberegeln steuern, wann welcher Termin möglich ist und wie lange der Termin dauert. So wird eine differenzierte automatisierte Terminvergabe für den Dienstleister möglich. Automatisierte Wartelisten für eventuell stornierte Termine erhöhen die Auslastung der Dienstleister. Der Versand von Terminbestätigungen und Terminerinnerungen via E-Mail und/oder SMS erhöht die Termintreue der Kunden.
Manche Lösungen bieten die Bezahlung der Dienstleistung bereits während der Online Buchung und liefern weitere wichtige Tools für Kleine und mittlere Unternehmen. Bspw. liegt es nahe, die Kundenverwaltung in das Buchungssystem zu integrieren, da Kunden während der Terminbuchung deren Kontaktdaten ohnehin eingeben. Für Stammkunden entfällt dadurch die Eingabe der Kontaktdaten bei jeder Terminbuchung.
E-Appointment stellt somit eine spezielle Ausprägung des E-Commerce in dem Bereich Terminbuchung dar. Weitere Synonyme für E-Appointment sind Online-Terminvereinbarung, Online-Terminvergabe, Online-Terminbuchung und Online-Buchungssystem.
Neben dem Einsatzgebiet im Bereich der klassischen Dienstleistungssegmente, werden E-Appointments auch im Gesundheitswesen verstärkt nachgefragt. Patienten buchen Arzttermine selbständig online und werden per E-Mail oder SMS zum Termin aufgeklärt oder daran erinnert. Viele Hersteller von Arztpraxissoftware integrieren deshalb mittlerweile die Möglichkeit zu E-Appointments in ihre Systeme, alternativ gibt es aber auch verschiedene Anbieter, die sich explizit auf diesen Bereich spezialisiert haben.

## E-Appointment als Marketinginstrument
Das erste Einholen von Informationen eines potentiellen Kunden übers Netz geschieht vielfach außerhalb von Geschäftszeiten oder eventuell auch schnell während der Arbeitszeit. Er kann also nicht sofort zurückgerufen werden oder hat auch nicht die Zeit ein langes Kontaktformular auszufüllen, soll aber trotzdem mit dem Anbieter in Kontakt bleiben und sogar schon einen Termin vereinbaren können. Dies mit dem Zweck neue Kunden zu gewinnen.
Durch die neuen Anwendungen wie Soziale Netzwerke bekommen online Termine immer mehr Gewicht im Dienstleistungsmarketing. Zum Beispiel über prominente „jetzt Termine wählen“- Buttons auf Dienstleister-Webpages, in E-Mail-Newslettern und in Skyscrapern werden den Kunden Termine vermittelt, dies tageszeitunabhängig und exakt dann, wenn der Kunde in der Stimmung ist.
Immer mehr werden online Termine für Veranstaltungen wie Kurse, Vorträge, Feste etc. genutzt. Durch den Umstand, dass online Termine über einen Link aufrufbar sind, können sie in Social Networks an Freunde weiterempfohlen werden. Der Trend geht so weit, dass Termine in Zukunft auch in Suchmaschinen auffindbar sein werden.

## E-Appointment-Software und Vertriebsmodelle
E-Appoinment Software fällt unter zwei Kategorien: Desktop-Anwendungen und web-basierte Systeme (auch bekannt als SaaS).
Desktop-Anwendungen sind Programme, die in der Regel auf der Computer-Hardware des Dienstleisters installiert werden. Dies bedeutet oft zusätzlichen Aufwand für Installation, laufende Wartung und Upgrades durch den Dienstleister.
Web-basierte Systeme werden in der Regel von einem Service-Provider als gehostete Softwarelösung, meist über einen Webbrowser, bereitstellt. Einer der größten Vorteile ist die Verfügbarkeit von jeder Plattform, Betriebssystem und Endgerät, sowie die niedrigere Total Cost of Ownership (TCO) im Vergleich zur traditionellen Desktop-Anwendung.
Verschiedene Preismodelle stehen zur Verfügung. Desktop-Anwendungen werden meist mittels einmaliger Lizenzgebühr verrechnet, wohingegen web-basierte Systeme in der überwiegenden Mehrzahl als Abonnement oder Miete lizenziert werden.
E-Appointment Anwendungen werden fast nur noch als SaaS angeboten und somit auch als Abonnement-Lizenz vertrieben.